# Espléndido aislamiento
El aislamiento espléndido o espléndido aislamiento (del inglés: Splendid isolation) es una locución que hace referencia a la política exterior aislacionista que mantuvo Gran Bretaña durante gran parte del siglo XIX, rechazando cualquier compromiso diplomático, político, o militar, con cualquier otra potencia, al punto que solamente se consideraría aceptable alguna clase de pacto o alianza en caso de que peligrasen las posesiones coloniales de Gran Bretaña.

## Contenido
Según esta doctrina, Gran Bretaña debía evitar el establecimiento de alianzas permanentes con país alguno del globo para la defensa de sus intereses, atendiendo a que el máximo interés diplomático británico era evitar -por cualquier medio- verse arrastrada a una guerra entre grandes potencias. Tal política excluía dar garantías británicas de apoyo a cualquier Estado extranjero y rechazaba el envío de tropas o buques de guerra a «países aliados» como sucedió durante las guerras napoleónicas cuando el gobierno británico había auxiliado, en lo militar y financiero, a cada coalición pactada contra la Francia napoleónica. De hecho, tras el Congreso de Viena de 1815, Gran Bretaña había rehusado auxiliar, fuera con tropas o con dinero, a los proyectos de la Santa Alianza, formada por Rusia, Austria y Prusia, al mismo tiempo que rehusaba oponerse a los planes de estos países; de este modo la intervención absolutista en España en 1823 contó con la neutralidad británica. 
Poco después del Congreso de Viena el primer ministro George Canning había resumido este principio de "espléndido aislamiento" como "No intervención, no a un sistema político europeo; cada nación para sí misma y Dios para todos; equilibrio de poder, respeto por los hechos y no por las teorías; respeto a los tratados pero cautela en extenderlos... Gran Bretaña antes que Europa... los dominios de Europa llegan hasta las orillas del Atlántico y los nuestros empiezan allí".
Con estas miras, la política exterior británica buscaba evitar la aparición de una «superpotencia» en Europa y en simultáneo buscaba preservar el equilibrio de poderes. Así, la intervención británica durante la guerra de independencia de Grecia en 1824 buscaba menguar la influencia de Rusia sobre el naciente estado griego y atraerlo a la órbita de influencia de Gran Bretaña. Factores similares motivaron el apoyo británico a la independencia de Bélgica en 1830, promoviendo la creación de un reino autónomo antes que permitir a Francia o Prusia dominar la orilla sur del canal de la Mancha. 
El "espléndido aislamiento" justificó la inicial hostilidad británica hacia el Segundo Imperio francés, fundado en 1852, y más tarde justificó la guerra de Crimea, librada entre 1853 y 1856, para impedir un acceso soberano de Rusia al Mediterráneo a costa del debilitado Imperio Otomano. Otra finalidad esencial de la política británica era proteger las rutas marítimas que conectaban el Imperio, y sobre todo controlar las rutas de acceso a la India Británica, lo cual justificaba la intervención militar de Gran Bretaña en Egipto en 1882. 
Esta política fue seguida en sus premisas básicas por primeros ministros tan diferentes como Benjamin Disraeli, William Gladstone o el marqués de Salisbury y, así, durante las grandes crisis europeas causadas por la Unificación italiana, la guerra austro-prusiana o la guerra franco-prusiana, Gran Bretaña se limitó a influir por medios diplomáticos o económicos para evitar una guerra europea generalizada, pero sin comprometerse en alianza con otro país.

## Justificación
Se considera que esta política «egoísta» resultaba «espléndida» al asegurar la prosperidad británica sin arriesgarla en conflictos inútiles y era además necesaria para el Reino Unido debido a las dificultades con las que tropezaba para mantener su hegemonía, al ser un país con una creciente población, cada vez más dependiente de las importaciones de materia prima para mantener su poderosa industria, pero con el ejército más pequeño de todas las grandes potencias, y con las fronteras más extensas que defender en una metrópoli insular (además de las tropas necesarias para guarnecer al imperio colonial más extenso del mundo. Por estas razones, los políticos de Gran Bretaña no podían comprometer a su país en pactos o alianzas con ninguna potencia extranjera, puesto que podría llegar a peligrar su supervivencia en caso de verse forzados a participar en una guerra.
Ciertamente, Gran Bretaña aceptaba intervenir militarmente donde sus intereses fueran afectados como en las guerras del Opio contra China o intrigando contra la expansión de Rusia en Asia Central, amenazante para la India británica, pero al mismo tiempo se evitaba cualquier alianza o compromiso con países extranjeros. Quizá la única excepción notable fue el Tratado de Londres de 1839 donde Gran Bretaña asumía defender la independencia de Bélgica como cuestión de necesidad nacional, para evitar que Francia o Prusia dominaran un territorio estratégico sobre el canal de la Mancha donde se hallaban los puertos de Ostende, Amberes y Zeebrugge.

## Culminación
Esta política quedó cuestionada a partir de la década de 1890 cuando el Imperio alemán -creado en 1871- empezaba una política imperialista que los gobiernos británicos consideraron contraria a sus intereses. Si bien el canciller germano Otto von Bismarck había rechazado para Alemania cualquier clase de enfrentamientos con otra potencia que no sea Francia, desde 1890 había dejado su puesto tras entrar en conflicto con el joven emperador Guillermo II. El nuevo káiser germano y sus sucesores promovían que Alemania debía ocupar "un lugar bajo el sol" compitiendo económica y militarmente con Gran Bretaña, como se mostró en el veloz incremento en número y potencia de la marina imperial germana desde 1895 entrando en una visible rivalidad con la Royal Navy. 
La soterrada simpatía de las grandes potencias europeas por los bóeres durante las guerras de los bóeres en 1900 urgió a los políticos británicos a buscar alianzas para oponerse al creciente poderío de Alemania y al expansionismo de Rusia en Asia oriental. Así, en 1902 Gran Bretaña celebró una alianza con Japón contra las ambiciones rusas y poco después pactó la Entente Cordiale con la Tercera República francesa en 1904, que en la práctica suprimió el "espléndido aislamiento" y fue la base de la posterior Triple Entente durante la Primera Guerra Mundial.